# جان آرچر (هنرپیشه)
جان آرچر (انگلیسی: John Archer؛ ۸ مهٔ ۱۹۱۵ – ۳ دسامبر ۱۹۹۹) یک هنرپیشه اهل ایالات متحده آمریکا بود.